# マニッシュガーリー
マニッシュガーリーとは、日本のお笑いコンビ。名古屋吉本で活動した。2010年結成、2014年解散。

## メンバー
- 広田陽（ひろた あきら、1989年5月8日 - ）
ボケ担当。立ち位置左。血液型はA型。愛知県額田郡幸田町出身。身長169cm。体重55㎏。
- 竹上裕二（たけのうえ ゆうじ、1990年8月21日 - ）
ツッコミ担当。立ち位置右。血液型はO型。愛知県丹羽郡扶桑町出身。身長169cm。体重100kg。
当時出演していたやすだの歩き方でご当地アイドル総選挙1位[1]になったグループの女性に告白後[2] 急に居なくなり、2014年6月に解散。

## 出演

### テレビ番組
- ジョブる（メ～テレ）
- やすだの歩き方※準レギュラー（CBCテレビ）
- 日曜なもんで!（テレビ愛知）

### ネット番組
- マニガリ試着室（ニコニコ生放送、2012年8月-2013年6月）
- なごよし３組（ニコニコ生放送、2013年6月-2014年5月）

### 単独ライブ
- かすみ草と茜空（SUNSHINE STUDIO、2011年10月30日）
- マニッシュガーリーソロライブ 広田VS竹上（SUNSHINE STUDIO、2012年2月4日）
- マニガリライブ vol. 1 ～宇宙～（SUNSHINE STUDIO、2012年6月3日）
- マニガリライブ vol．2 ～人間～（今池ガスホール、2012年10月12日）
- マニガリライブ vol．3 ～人生～（NDP STUDIO、2013年4月6日）
- マニガリライブ vol．4 ～門出～（NDP STUDIO、2014年1月12日）
- マニガリコレクション2014（今池ガスホール、2014年5月25日）

### コンテスト
- キングオブコント 2011（2回戦進出）、2012、2013
- R-1ぐらんぷり
  - 2013（2回戦進出）、2014（2回戦進出）（広田）
  - 2013、2014（竹上）
- THE MANZAI 2011、2012（2回戦進出）、2013（2回戦進出）